# Etitovios
Etitovios, latinisé en Étitovius, aurait été un chef du peuple celte des Aulerques Cénomans au VIe siècle av. J.-C. lors d'une invasion de la péninsule italienne et durant laquelle ils ont fondé la colonie de Cénomanie. Il est connu uniquement par une mention de Tite-Live, dans l'Histoire romaine.

## Protohistoire
Selon Tite-Live, Etitovios est le chef des Cénomans, lors de leur migration de Gaule en Italie.
« Bientôt, suivant les traces de ces premiers Gaulois, une troupe de Cénomans, sous la conduite d'Etitovios, passe les Alpes par le même défilé, avec l'aide de Bellovèse, et vient s'établir aux lieux alors occupés par les Libuens, et où sont maintenant les villes de Brixia et de Vérone. Après eux, les Salluviens se répandent le long du Tessin, près de l'antique peuplade des Lèves Ligures. Ensuite, par les Alpes Pennines, arrivent les Boies et les Lingons, qui, trouvant tout le pays occupé entre le Pô et les Alpes, traversent le Pô sur des radeaux, et chassent de leur territoire les Étrusques et les Ombriens : toutefois, ils ne passèrent point l'Apennin. Enfin, les Sénons, qui vinrent en dernier, prirent possession de la contrée qui est située entre le fleuve Utens et l'Aesis. Je trouve dans l'histoire que ce fut cette nation qui vint à Clusium et ensuite à Rome; mais on ignore si elle vint seule ou soutenue par tous les peuples de la Gaule Cisalpine. »
— Tite-Live, Histoire romaine, Livre V, 35.

## Note
1. ↑  Chef légendaire selon Venceslas Kruta, Les Celtes, Histoire et Dictionnaire, page 610.

## Sources et bibliographie
- Venceslas Kruta, Les Celtes, Histoire et Dictionnaire, page 610, Éditions Robert Laffont, coll. « Bouquins », Paris, 2000,  (ISBN 2-7028-6261-6)
- John Haywood (intr. Barry Cunliffe, trad. Colette Stévanovitch), Atlas historique des Celtes, éditions Autrement, Paris, 2002,  (ISBN 2-7467-0187-1)
- Bibliographie sur les Celtes

## Wikisource
- Tite-Live, Histoire romaine, Livre V.